# Степни хора
„Степни хора“ е български игрален филм (драма) от 1985 година на режисьора Януш Вазов, по сценарий на Ивайло Петров. Оператор е Виктор Чичов. Музиката във филма е композирана от Божидар Петков.

## Сюжет
Добруджа от 20-те години. В големия, добре стопанисван чифлик на Сайдаров тече спокоен патриархален живот. За него земята е всичко. Той се е сраснал с нея, не жали силите си и се чувства силен и непоклатим. Не се поддава на шантажа на банда разбойници и дори спасява живота на един от тях – Атара, когото прави свой управител. Помага на безработния Иван, като го взима в чифлика. Иван се влюбва в дъщерята на един от ратаите – Елена, която му отвръща с взаимност. Но Сайдаров също харесва Елена.

## Актьорски състав
- Иван Кръстев – Сарайдаров
- заслужил артист Веселин Вълков – Атара
- Елена Маркова – Елена
- Христо Гърбов – ратаят Иван
- Йордан Биков – Ратаят
- Димитър Кехайов – Казаларски
- Цветана Дянкова – Майката
- Маргарита Кондакова – Тамара
- Дочо Вачков – Атара като млад
- Пейчо Драгоев – Разбойник
- Николай Латев – Полицейският началник
- Иван Граматиков – Разбойник
- Елена Асенова – Бехара
- Димитър Учкунов – Бащата
- Стефан Бобадов – Циганинът

## Награди
- Награда на СБФД за операторско майсторство на Виктор Чичов, (1986).